# Stadion Miejski w Uściu nad Łabą
Stadion Miejski – wielofunkcyjny stadion w Uściu nad Łabą, w Czechach. Obiekt może pomieścić 4000 widzów. Swoje spotkania rozgrywają na nim piłkarze klubu FK Ústí nad Labem.
W wyniku prac modernizacyjnych w latach 2004–2007 na stadionie powstała m.in. tartanowa bieżnia lekkoatletyczna oraz mała trybuna od strony północno-wschodniej. W latach 2013–2014 powstała nowa trybuna główna (likwidacji uległa tym samym stara trybuna z 1927 roku), podgrzewana murawa i sztuczne oświetlenie.
22 marca 2017 roku piłkarska reprezentacja Czech pokonała na tym stadionie w meczu towarzyskim Litwę 3:0.